# Касимов, Эдуард Салихзянович
Эдуард Салихзянович Касимов (тат. Эдуард Салихҗан улы Касыймов) (8 ноября 1930 года — 21 марта 1986 года) — татарский писатель-прозаик, очеркист и учёный-филолог, член Союза писателей СССР, кандидат филологических наук. Работал шеф-консультантом литобъединений «Орфей» и «Лейсан», один из основателей и первый председатель Набережночелнинского отделения Союза писателей Республики Татарстан.

## Биография
Родился в селе Карино, в семье директора Каринской начальной сельской школы. 15 февраля 1938 года, когда Эдуарду было 7 лет, его отца Салихзяна Хадыевича и брата отца Шайхуллу Хадыевича особая тройка при УНКВД по Кировской области приговорила к расстрелу за антисоветскую и подрывную работу в школе по ложному доносу. Отца и дядю расстреляли в один день 28 февраля 1938 года, в дальнейшем оба были реабилитированы 31 июля 1956 года.
В 1953 году Эдуард Касимов окончил с отличием историко-филологический факультет Казанского государственного университета. Затем несколько лет работал учителем в сельских школах и собкором Татарского радиокомитета. В 1957—1960 годах он занимается в аспирантуре при институте языка, литературы и истории Казанского филиала АН СССР. В 1959 году в Казани вышла его первая книга рассказов «Кызыл маяклар» («Красные маяки»).
Переехал из Казани в Елабугу в 1962 году. С этим городом Касимов связал 10 лет своей жизни; за это время успел поработать преподавателем татарского фольклора в Елабужском государственном педагогическом институте (1965—1967) и стать писателем. Именно в елабужский период Эдуард Касимов завоёвывал республиканскую и всесоюзную известность и дорогу к ним открыл роман, посвящённый жертвам сталинского культа личности, «Гомер ике килми» («Жизнь не дается дважды»). Роман был напечатан в 1964 году в журнале «Казан утлары» и это стало в Татарстане заметным литературным событием.
В 1963 году Касимов написал о судьбе Абдуллы Кротова в повести «Кояш кон дэ чыга» (известны два варианта перевода на русский язык — «Солнце восходит каждый день» и «Заря занимается»). Имя Кротова внесено в Татарскую энциклопедию как имя великого музыканта, хранителя и исполнителя татарских народных песен. Имя этого человека открыл общественности именно Эдуард Касимов.
В 1964 году Касимов стал членом Союза писателей СССР, а еще через год защитил кандидатскую диссертацию на тему «Сатира и юмор в татарских народных сказках». Примечательно, что именно Эдуард Касимов и проживающий тогда в Елабуге писатель Сергей Ефремов (1917—1965) помогли писателю Рафаэлю Мустафину разыскать дом Бродельщиковых, в котором оборвалась жизнь Марины Цветаевой.
В 1972 году Эдуард переехал в Набережные Челны и устроился простым рабочим в одну из бригад на КамАЗ, чтобы самому быть в гуще событий, о которых ему предстоит писать. В Челнах Касимов активно участвовал в литературной жизни города. Там в 1971 году, по инициативе молодых писателей, было создано городское литературное объединение «Орфей». С 1972 по 1980 годы Касимов был шефом-консультантом литобъединений «Орфей» и «Лейсан», которое было создано еще в 1963 году при редакции районной газеты «Коммунизм байрагы».
В 1975 году в Татарском книжном издательстве вышла книга очерков и новелл «Чаллы таңнары» о первостроителях КамАЗа и Нового Города (составитель – Эдуард Касимов).
8 января 1980 года, по решению организационного собрания местных писателей, была создана Набережночелнинская писательская организация, и ее первым руководителем избрали писателя Эдуарда Салихзяновича Касимова. В 1981 году он полностью сосредотачивается на писательской работе. В Челнах Касимовым написаны десятки очерков и рассказов.
Умер Эдуард Касимов внезапно, весной 1986 года. Писатели, поэты города Махмут Газизов, Ханиф Хуснуллин, Кайдыр Сибгатуллин и другие с большой теплотой вспоминали о его вкладе в дело их становления в литературе. Роман о камазовской молодежи «Шинмэсен геллерен» («Пусть не вянут цветы») вышел спустя несколько месяцев после его смерти.
В 2005 году в Челнах в Центральной городской библиотеке им. М. Джалиля состоялся литературно-художественный вечер, посвящённый 75-летию Эдуарда Касимова.

## Творчество
Эдуард Касимов — автор 20 книг. Среди них «Кызыл маяклар» («Красные маяки», 1959), повесть «Кояш көн дә чыга» («Заря занимается», 1963), «Чулман — река внуков» (1976, 1980), очерки о нефтяниках «На Каме-реке» (1979), «Повестьлар» («Повести»), «Живой памятник» (1994), «Елабужские рассказы» (1996) и другие. В 1975 году Татарское книжное издательство выпустило книгу очерков и новелл «Чаллы таннары» о строителях КамАЗа и Нового города, составителем которой является Касимов.

## Награды и звания
В 1976 году Эдуард Касимов написал роман «Чулман — оныклар дэрьясы» («Чулман — река внуков»), за который в 1978 году был удостоен премии Всесоюзного конкурса ВЦСПС и Союза писателей СССР за лучшее произведение о рабочем классе. Роман перевели с татарского языка на русский, и в 1980 году книга была издана в Москве в издательстве «Современник» тиражом 50000 экземпляров.
- Медаль «За доблестный труд» (1970)
- Знак «Ударник строительства КамАЗа»
- Лауреат премии Союза писателей СССР и ЦК ВЦСПС (1978)
- Орден «Знак Почета» (1980)

## Память
- Бульвар Касимова — бульвар в 39 комплексе «Нового города» Набережных Челнов, назван в 1989 году.
- Литературно-краеведческая премия имени Эдуарда Касимова, учреждена в 1989 году в Набережных Челнах.

## Основные произведения
- «Жизнь не даётся дважды» (тат. Гомер ике килми, 1964 г.)
- «Сквозь туманы» (тат. Томан аша, 1968 г.)
- «Чулман — река внуков» (тат. Чулман - оныклар дәрьясы, 1984 г.; русский перевод М., 1976 г.)
- «Пусть не вянут цветы» (тат. Шиңмәсен гелләрең, 1986 г.)
- «На Каме реке» (М., 1979 г.)